# Orovička Planina
Orovička Planina (Servisch cyrillisch Оровичка Планина) is een plaats in de Servische gemeente Ljubovija. De plaats telt 201 inwoners (2002).